# Wilhelm Krichbaum
Wilhelm Christian Johann Krichbaum (auch Willi oder Willy Krichbaum; * 7. Mai 1896 in Wiesbaden; † 4. April 1957 in Oberpfaffenhofen) war Leiter der Geheimen Feldpolizei, später Mitarbeiter im Reichssicherheitshauptamt (RSHA) und stellvertretender Gestapo-Chef. Nach dem Zweiten Weltkrieg arbeitete er für die Organisation Gehlen und dann für den Bundesnachrichtendienst (BND).

## Wirken
Vor 1914 war Krichbaum als Forstgehilfe tätig, meldete sich dann bei Ausbruch des Ersten Weltkrieges als Freiwilliger zum Heer und war dort bei der Feldpolizei.
Nach Kriegsende betätigte er sich im Freikorps Oberland und wurde dessen Geschäftsführer der später als Bund Oberland firmierenden Organisation in Dresden.
Krichbaum trat 1922 der NSDAP-Ortsgruppe in Dresden bei. An den Parteitagen der NSDAP 1923 in München, 1926 in Weimar, 1927 und 1929 nahm er als Delegierter seiner Ortsgruppe teil, ohne allerdings 1925 der neu gegründeten Partei wieder beigetreten zu sein. Seit 1926 war er Führer des Feldjägerkorps Dresden, das aus Tarnungsgründen als „Organisation Damm“ bezeichnet wurde. Zeitweilig wurden einzelne Mitglieder zu Personenschutzaufträgen bei der sächsischen Regierung herangezogen. Um sich militärisch weiter zu profilieren, besuchte Krichbaum bis 1928 mehrere, von der Reichswehr veranstaltete Führungslehrgänge, die er 1928 mit einer Eignungsprüfung abschloss. Mit dieser Qualifikation wurde er beauftragt, am Aufbau der Organisation „Landesverteidung Sachsen“, die sich vor allem mit Fragen des Grenzschutzes in Richtung Polen und die Tschechoslowakei beschäftigte, mitzuwirken. Am 7. Oktober 1933 wurde er Mitglied der SS (SS-Nummer 107.039). Bereits zu diesem Zeitpunkt war Krichbaum nebenamtlich für den Sicherheitsdienst der NSDAP tätig. Denn parallel zu seiner Tätigkeit beim Grenzschutz führte er eine Gruppe von Informanten des SD, die hauptsächlich zur Aufklärung auf dem Gebiet der Tschechoslowakei und des Sudetengebietes im Einsatz waren. Zu ihnen gehörten unter anderem Adolf Puchta (* 1908) und Herbert Böhrsch (1913–1997).
Ab Mai 1936 war Krichbaum im Range eines Hauptmanns Grenzinspekteur der Grenzpolizei II-Südost. Mit diesem Aufgabenbereich gehörte er zum Gestapa Dresden, Abteilung III. Hier war auch sein Dienstsitz. Im Rahmen seiner Aufgaben bei der Grenzpolizei war er mit der Führung der im Territorium bestehenden Flüchtlingskontrollstellen beauftragt. Schwerpunkte dabei waren die gezielte Ausbürgerung von Personen mit jüdischer Herkunft und die Organisation der Spionageabwehr im Grenzvorfeld zu gewährleisten. Zum 1. Mai 1937 trat er der NSDAP wieder bei (Mitgliedsnummer 5.820.987). In dieser Position erfolgte am 7. November 1938 seine Übernahme in ein Beamtenverhältnis bei der Geheimen Staatspolizei. Bereits in diesem Jahr hatte er einen ersten Auftrag als Leiter einer regulären Einsatzgruppe der Geheimen Feldpolizei zu erfüllen. Ab 1938 hatte er an der Seite der in Österreich widerrechtlich einmarschierenden Militärischen Einheiten Aufträge als Geheime Feldpolizeigruppe zu erledigen. Das betraf vor allem, die ihm übergebenen Listen festzunehmender Österreichischer Bürger abzuarbeiten. Gleiches Vorgehen fand wenige Monate später im Sudetenland und dann noch in der Tschechoslowakei statt. Ab September wirkte er bereits als Feldpolizeidirektor. Nach der deutschen Besetzung Prags wurde die Krichbaum Gruppe wieder aufgelöst. Der nächste Einsatz für ihn als Leiter einer Geheimen Feldpolizeigruppe begann am 28. August 1939 und er wurde schließlich am 1. Mai 1940 Chef der gesamten Geheimen Feldpolizei. Die ihm unterstehenden Einheiten „begingen bei der „Bandenbekämpfung“ im Schulterschluss mit den Einsatzgruppen der Sicherheitspolizei und des SD insbesondere auf dem Territorium der besetzten Sowjetunion Kriegsverbrechen und Verbrechen gegen die Menschlichkeit in großen Maßstabe“, so das Urteil des Nürnberger Prozesses. Krichbaum wurde bis zum SS-Oberführer und Oberst der Polizei befördert.
Nach der Eingliederung der Gestapo in das Reichssicherheitshauptamt als dessen Amt IV, wurde Krichbaum am 1. März 1941 Vertreter des Gestapo-Chefs Heinrich Müller. Ab 1942 waren die von Krichbaum geführten Gruppen der GFP, inzwischen 70 über ganz Europa verteilt, in den Einsatzterritorien dem Sicherheitsdienst der NSDAP direkt unterstellt. Immer weniger unterschieden sie sich in ihrem Handlungsmuster und Vorgehen an Brutalität und Einsatzpraktiken von den Einsatzgruppen der SS und des SD. Die fachliche Anleitung seiner Führungskräfte und deren Berichterstattung befand sich weiter in der Hand von Krichbaum. So berichtete der für das Territorium der Sowjetunion zuständige Heerespolizeichef an ihn, dass im Zeitraum von Juli 1942 bis März 1943 rund 21.000 Personen von Einsatzkräften der GFP „teils im Kampf und teils nach Vernehmungen, erschossen worden“ sind.
Auch nach der Auflösung des Amtes Ausland/Abwehr und deren Integration in das Reichssicherheitshauptamt 1944 behielt Krichbaum in der neuen Struktur der Abteilung „Truppenabwehr“ beim Wehrmachtführungsstab die Leitung der GFP in seiner Verantwortung. In den letzten Monaten des Krieges gingen die Kompetenzen der in den Kampfgebieten Handelnden immer mehr ineinander über. So lautete eine Anweisung des Reichssicherheitshauptamtes vom Januar 1945, dass sowohl Angehörige der Gestapo, Einsatzkräfte des SD als auch Militäreinheiten örtlich zusammenzuwirken und dabei sowohl typische feldpolizeiliche als auch Militäraufgaben auszuführen haben. Die dabei verhängten Urteile erfolgten fast ausschließlich in Form von Standgerichten ohne vorherige Prüfung von Gründen. Bei diesen, in den Mantel einer Legitimität gekleideten willkürlichen Tötung spielten die Kräfte der Geheimen Feldpolizei eine besonders berüchtigte Rolle. Sie gebärdeten sich wie die personifizierte Kriegsgerichtsbarkeit und erhielten dazu von ihren Führungskräften noch Orientierung und Freigabe. Verhaftungen großen Stils ohne Aufklärung der genauen Umstände, Standgerichte beim kleinsten Verdacht waren an der Tagesordnung.
Im Mai 1945 wurde Krichbaum festgenommen und bei den ersten Vernehmungen durch Offiziere der Alliierten Besatzungsmächte konnte er sich an nichts davon erinnern. Auch bei den späteren Vernehmungen im Spruchkammerverfahren 1948 erklärte er eidesstattlich, dass sich seine Tätigkeit im Krieg nur auf eine fachliche Dienstaufsicht beschränkt habe. Da zu dieser Zeit auch keine Dokumente aus den Jahren nach 1933 vorlagen und daher seine falschen Angaben nicht widerlegt werden konnten, endete das Spruchkammerverfahren am 23. Juli 1948 mit der heute nicht mehr haltbaren Feststellung, dass „der Betroffene…nicht Angehöriger einer verbrecherischen Organisation“ gewesen sei.
1948 trat Krichbaum als Zeuge im Prozess gegen das Oberkommando der Wehrmacht auf. Im selben Jahr wurde er in die Organisation Gehlen (OG) aufgenommen und für das zu besetzende Amt des Chefs des Bundeskriminalamts (BKA) vorgeschlagen. Als das nicht zum Erfolg führte, warb er als Leiter der Generalvertretung L bei der OG viele ehemalige Geheimdienstler der NS-Zeit, einschließlich Mitarbeiter seiner GFP-Institution, an, darunter im November 1951 den später als KGB-Agenten enttarnten Heinz Felfe. Später leitete Krichbaum das BND-Netz schlafender Agenten. Nach der Enttarnung Felfes 1961 verdächtigte der BND auch Krichbaum, für den KGB spioniert zu haben.

## Auszeichnungen
- Eisernes Kreuz (1914) II. und I. Klasse
- Krieger-Ehrenzeichen in Eisen
- Hessische Tapferkeitsmedaille
- Verwundetenabzeichen (1918) in Silber
- Kriegsverdienstkreuz (1939) II. und I. Klasse
- SS-Ehrendegen[12]